# Cutervolus
Cutervolus is een geslacht van hooiwagens uit de familie Prostygnidae.
De wetenschappelijke naam Cutervolus is voor het eerst geldig gepubliceerd door Roewer in 1957. 

## Soorten
Cutervolus is monotypisch en omvat slechts de volgende soort:
- Cutervolus albopunctatus